# Samuel M. Taylor

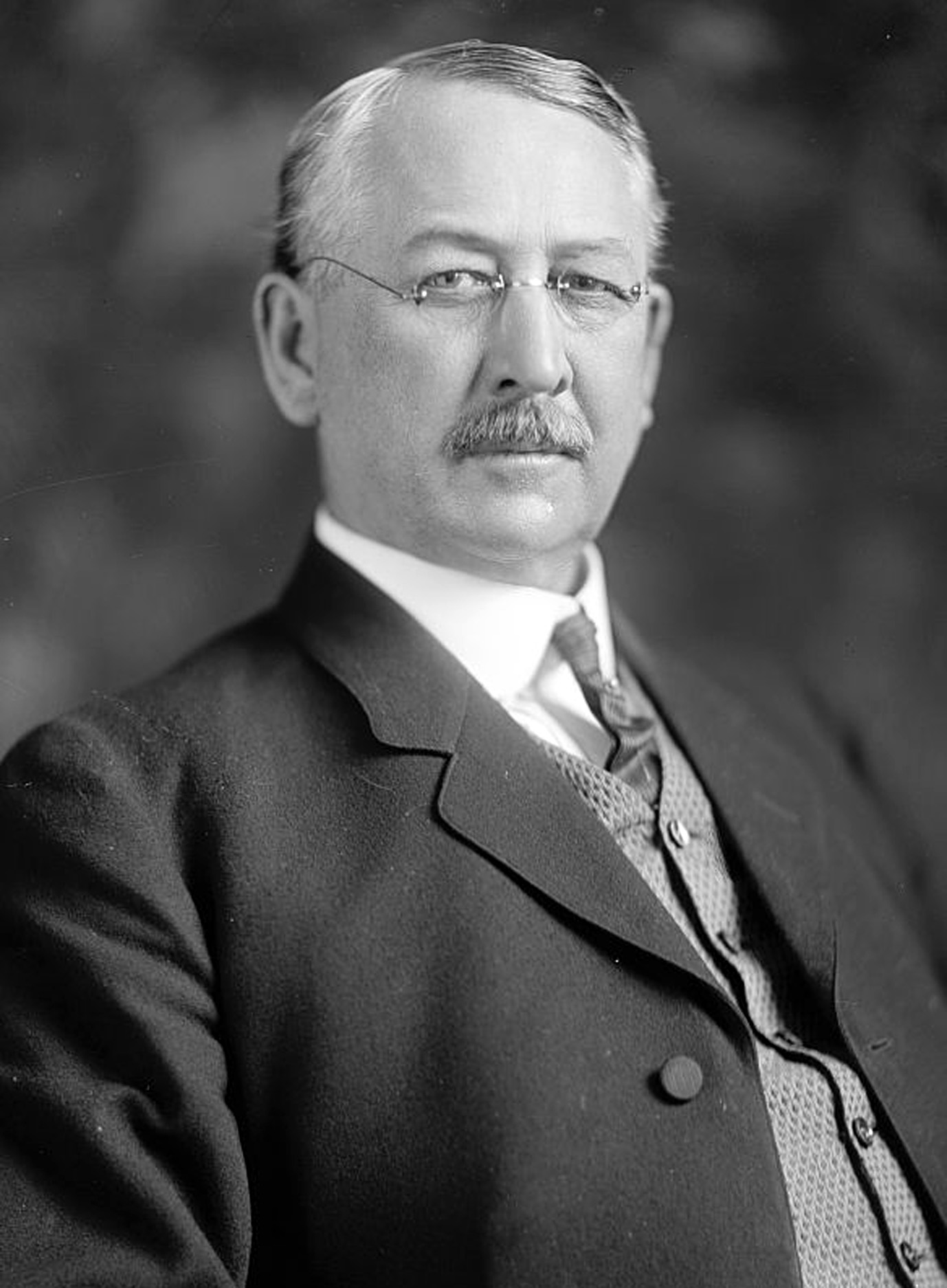
Samuel M. Taylor

Samuel Mitchell Taylor (* 25. Mai 1852 bei Fulton, Itawamba County, Mississippi; † 13. September 1921 in Washington, D.C.) war ein US-amerikanischer Politiker. Zwischen 1913 und 1921 vertrat er den sechsten Wahlbezirk des Bundesstaates Arkansas im US-Repräsentantenhaus.

## Werdegang
Samuel Taylor besuchte die Grundschule in seiner Heimat und studierte anschließend Jura. Nach seiner Zulassung als Rechtsanwalt begann er im Jahr 1876 in Tupelo in seinem neuen Beruf zu arbeiten. Taylor wurde Mitglied der Demokratischen Partei und war von 1879 bis 1880 Abgeordneter im Repräsentantenhaus von Mississippi.
1887 zog Taylor nach Pine Bluff in Arkansas, wo er ebenfalls als Anwalt arbeitete. Zwischen 1888 und 1892 war er Staatsanwalt im elften Gerichtsbezirk von Arkansas. Im Jahr 1896 nahm Taylor als Delegierter an der Democratic National Convention in New York teil. Nach dem Rücktritt des Kongressabgeordneten Joseph Taylor Robinson, der die Wahl zum Gouverneur von Arkansas gewonnen hatte, wurde Taylor zu dessen Nachfolger im US-Repräsentantenhaus gewählt. Dieses Mandat trat er am 15. Januar 1913 an. Da er in den folgenden regulären Kongresswahlen jeweils in seinem Amt bestätigt wurde, konnte Taylor bis zu seinem Tod am 13. September 1921 im Kongress verbleiben. Sein Sohn Chester wurde dann in der notwendig gewordenen Nachwahl zu seinem Nachfolger gewählt.